# جامع المتقين (الأنبار)
جامع المتقين من مساجد العراق الحديثة، ويقع في منطقة الصوفية قرب محطة الكهرباء في محافظة الأنبار في قضاء الرمادي، وبني في عام 1414هـ/1994م، على نفقة المتبرع (محمد صالح حمادي)، وتبلغ مساحة الجامع 1200م2، وفيه مصلى واسع تبلغ مساحتهُ 800م2 ويتسع لأكثر من 800 مصل، وتعلو الحرم قبة زرقاء اللون، ويحيط المبنى فسحة وحديقة جميلة، ويحتوي على قاعة مخصصة للمناسبات الدينية، وتقام فيهِ صلاة الجمعة وصلاة العيدين والصلوات الخمس.